# Heinrich Türler
Heinrich Türler (* 6. Juli 1861 in Biel; † 12. November 1933 in Bern), heimatberechtigt in Erlenbach im Simmental und La Neuveville, war ein Schweizer Jurist und Kulturhistoriker.

## Leben
Heinrich Türler kam als Sohn des Uhrenfabrikanten Jean Henri Türler und der Henriette Louise Wilhelmine Teutsch zur Welt. Er studierte Klassische Philologie, Geschichte und Recht an den Universitäten Bern und München. 1889 wurde er als bernischer Fürsprecher patentiert, 1890 heiratete er Hildegard Franziska Zgraggen.
Der Regierungsrat des Kantons Bern betraute ihn 1891 mit dem neu geschaffenen Amt des Staatsarchivars. Unter seiner Leitung und Mitarbeit entstanden der achte und neunte Band der Fontes rerum bernensium. 1898 ernannte ihn die Universität Bern zum Ehrendoktor, im gleichen Jahr habilitierte er sich an der philosophischen Fakultät. Zwei Jahre später wurde er Privatdozent und 1904 ausserordentlicher Professor für Archivwissenschaften (ab 1917 historische Hilfswissenschaften) an der Universität Bern. 1913 heiratete er in zweiter Ehe Emma Bertha Hirt, 1914 ernannte ihn der Bundesrat zum Bundesarchivar.
Heinrich Türler bearbeitete politische, rechtsgeschichtliche, kirchengeschichtliche und kunsthistorische Themen des Mittelalters und der Neuzeit. Er verfasste in seinem Leben rund 400 Texte. Er war Mitarbeiter der Fontes rerum bernensium, gab das Neue Berner Taschenbuch heraus, publizierte in den Blättern für bernische Geschichte, Kunst und Altertumskunde, dem Mitteilungsblatt der Studentenverbindung Helvetia, war Mitautor der beiden Bände Das Bürgerhaus im Kanton Bern und Schriftleiter beim Historisch-Biographischen Lexikon der Schweiz. In den Jahren 1917 bis 1920 war er Präsident des Historischen Vereins des Kantons Bern, darüber hinaus war er Gesellschaftsrat der Allgemeinen Geschichtforschenden Gesellschaft der Schweiz.
Als Jurist arbeitete Türler wesentlich am kantonalbernischen Kunstaltertümergesetz (1902) mit. Im Ersten Weltkrieg war er als Oberstleutnant Grossrichter der Felddivision 5 und leitete den Prozess der Obersten-Affäre. 1919 war er Grossrichter beim Landesstreik-Prozess vor Militärgericht in Bern
.

## Auszeichnungen
- 1898: Dr. h. c. der Universität Bern[9]

## Archive
- Nachlass Heinrich Türler (1800–1930), Staatsarchiv des Kantons Bern, N Türler
- Streubestände, Burgerbibliothek Bern

## Werke
- Heinrich Türler: Festgabe für Bundesarchivar Heinrich Türler, Prof. Dr. h. c. zu seinem 70. Geburtstage am 6. Juli 1931. In: Historischer Vereins des Kantons Bern und Freunde des Jubilars (Hrsg.): Archiv des Historischen Vereins des Kantons Bern. Band 31. Bern 1931.
- Die Arbeiten des Architekten Carl v. Sinner in den Jahren 1776 bis Ende 1794, in: Neues Berner Taschenbuch auf das Jahr 1924, S. 214–239 online
- Heinrich Türler und Emanuel Jirka Propper: Das Bürgerhaus im Kanton Bern, II. Teil, Zürich 1922.
- Heinrich Türler: Das Schloss Signau. In: Freunde vaterländischer Geschichte (Hrsg.): Neues Berner Taschenbuch. Band 10. Bern 1905, S. 243–261, doi:10.5169/seals-128061.
- Bernische Jahrzeitbücher. In: Historischer Vereins des Kantons Bern (Hrsg.): Archiv des Historischen Vereins des Kantons Bern. Band 16. Bern 1902, S. 403–473, doi:10.5169/seals-370847.
- Aktenstücke über das Schützenwesen, in: Neues Berner Taschenbuch auf das Jahr 1902, Bern 1901, S. 295–307. doi:10.5169/seals-127733
- Über den Ursprung der Zigerli von Ringoltingen und über Thüring von Ringoltingen. In: Neues Berner Taschenbuch, Bd. 7 (1901) Digitalisat
- Die Altäre und Kaplaneien des Münsters in Bern vor der Reformation. In: Neues Berner Taschenbuch auf das Jahr 1896. S. 70–118. doi:10.5169/seals-126600
- Ueber die Thürme und Ringmauern der Stadt Bern. In: Neues Berner Taschenbuch auf das Jahr 1896, S. 164–165. doi:10.5169/seals-126602
- Inventar des Staatsarchivs des Kantons Bern, Bern 1892.
- Heinrich Türler: Strafrechtliche Gutachten des geistlichen Conventes der Stadt Bern. In: Zeitschrift für Schweizer Strafrecht. Band 3. Bern 1890, S. 423–436.